# Jakob Werlin
Jakob Werlin (* 10. Mai 1886 in Andritz; † 23. September 1965 in Salzburg) war ein österreichischer Autoverkäufer, der aufgrund seines frühen Kontakts zu Adolf Hitler in der Zeit des Nationalsozialismus SS-Ehrenführer und Generalinspektor des Führers für das Kraftfahrwesen sowie Vorstandsmitglied der Daimler-Benz AG wurde.

## Leben
Werlin absolvierte seine Schulzeit an der Volks-, Bürger- und Handelsschule in Graz. Bei der Puchwerke AG Automobilfabrik Graz erhielt er 1903 eine Anstellung und war für diesen Betrieb ab 1910 Filialleiter in Budapest. Als Kriegsfreiwilliger nahm mit der k.u.k. Armee von 1914 bis 1917 am Ersten Weltkrieg teil.
Von 1917 bis 1921 war er in Deutschland Filialleiter für Hansa-Lloyd und die Gemeinschaft Deutscher Automobilfabriken in Essen. Ab 1921 leitete er für Benz & Cie. (ab 1925: Daimler-Benz AG) das Verkaufsbüro in München. Adolf Hitler lernte er schon um 1923 kennen, als dieser öfter die Druckerei des Völkischen Beobachters und auch das Autohaus aufsuchte, die beide im selben Gebäude untergebracht waren. Schon 1923 gelang ihm der Verkauf eines Benz-Automobils für Hitler an die NSDAP. In den folgenden Jahren stellte Werlin der NSDAP weitere Limousinen zur Verfügung. 1926 wurde er Leiter der Daimler-Benz-Niederlassung in München.
Werlin trat im Dezember 1932 der SS (SS-Nummer 266.883) sowie vermutlich zum 1. Mai 1933 der NSDAP bei (Mitgliedsnummer 3.208.977). Er wurde zu einem Vertrauten Hitlers und dessen Berater in Kraftfahrzeugfragen. Am 16. Januar 1942 ernannte ihn Hitler zum Generalinspekteur des Führers für das Kraftfahrwesen. Ende Januar 1942 wurde Werlin SS-Oberführer. Im gleichen Jahr folgte das Goldene Parteiabzeichen und die Beförderung zum SS-Ehrenführer beim Reichsführer SS.  
Aufgrund seiner guten Kontakte zu Hitler wurde Werlin 1934 in den Vorstand der Daimler-Benz AG berufen. Als Verbindungsmann zum NS-Regime war er ausschließlich für die Niederlassung München zuständig. Er engagierte sich zudem stark bei der Entwicklung des Volkswagens durch Ferdinand Porsche und war ab 1938 ehrenamtlicher Hauptgeschäftsführer und Mitglied des Aufsichtsrats der neu gegründeten Volkswagenwerk GmbH. 
Nach Kriegsende war Werlin ab Juli 1945 in US-amerikanischer Internierungshaft im Internierungslager Moosburg. Im Jahr 1948 wurde er als Mitläufer entlassen. Ab 1951 gehörten ihm unter dem Namen J. Werlin & Söhne die Verkaufs- und Servicestellen von Daimler-Benz in Rosenheim und Traunstein.
Nach Ansicht eines Forschers informierte Werlin 1942 Eduard Schulte, den Generaldirektor des Bergbaukonzerns Giesches Erben, über den anlaufenden Holocaust.